# Gasonia
Gasonia Oy est une entreprise publique spécialisée dans les contrats de valeurs mobilières et de matières premières en Finlande.

## Présentation
Gasonia Oy est créée en novembre 2014 lorsque l'État finlandais acquiert les participations de Fortum et d'E.ON dans la société de gaz naturel et de biogaz Gasum Oy et transfére les actions de Gasum qu'il détient à Gasonia Oy, qui a été fondée à cet effet.
Après la transaction, la participation de Gasonia dans Gasum sera de 48,5%. 
L'État détient ainsi une participation totale de 75% dans Gasum.
Governia Oy possède 1% des actions de Gasonia et l'Etat finlandais 99 %.
En 2019, le gouvernement a approuvé la scission de Gasonia Oy, propriété majoritaire de l'État, en deux nouvelles sociétés Gasonia Oy et Gasgrid Finland Oy.
Le 1er janvier 2020, le marché finlandais du gaz a ainsi été ouvert à la concurrence.
La vente en gros de gaz assurée par Gasum et le transport assuré par Gasgrid Finland ont été dégroupés.